# Liste der Wegekreuze und Bildstöcke im Bonner Ortsteil Beuel-Mitte
Die folgende Liste enthält die Wege-, Grabkreuze und Bildstöcke, die auf dem Gebiet des Bonner Ortsteils Beuel-Mitte im Stadtbezirk Beuel nachgewiesen sind.
| Bild           | Bezeichnung    | Lage                                                                     | Beschreibung | Inschrift | Bauzeit | Denkmalnummer |
| -------------- | -------------- | ------------------------------------------------------------------------ | --- | --- | ------- | ------------- |
| weitere Bilder |                | Combahnstraße / St. Augustiner Straße Karte                              | Der Bildstock aus Basaltlava, die Christopherus-Figur, wurde 1959 an der Außenmauer der St.-Michaels-Kapelle des Alten Friedhofs in Beuel (Ecke Combahnstraße und Sankt Augustiner Straße) angebracht. | |         |               |
| weitere Bilder | Combahn        | Combahnstraße/Kreuzstraße Karte                                          | Das Wegekreuz wurde 1881 errichtet und befindet sich heute am Alten Friedhof in Beuel (Ecke Combahnstraße und Kreuzstraße). Das Kreuz wurde bei der Verbreiterung der St. Augustiner Straße an seinen jetzigen Ort versetzt. Im Rahmen der Verbreiterung, bei der ein Streifen des Friedhofs zur Straße wurde, wurden die heutige Grauwacke-Mauer und die St.-Michaels-Kapelle errichtet. Das Kreuz stand früher etwa an der Stelle, an der sich heute die Christopherus-Figur befindet. | Zu Ehren des bittern Leidens Jesu Christi u. der schmerzhaften Mutter Maria; Errichtet von Joh. Schmitz zu Combahn 1881                                                                  | 1881    | A 2976        |
| weitere Bilder |                | Elsa-Brändström-Straße 71 / Ernst-Moritz-Arndt-Straße (Grünanlage) Karte | Das Eichenholz-Wegekreuz wurde 1953 errichtet und befindet sich in einer Grünanlage an der Ecke Ernst-Moritz-Arndt- und Elsa-Brändström-Straße. | FRIEDE SEI MIT EUCH | 1953    |               |
| weitere Bilder | Gödderts-Kreuz | Friedrich-Friesen-Straße / Siegfried-Leopold-Straße Karte                | Das Gödderts-Kreuz genannte Wegekreuz wurde 1758 errichtet und befindet sich heute an der Ecke Friedrich-Friesen- und Siegfried-Leopold-Straße. Es stand früher um die Ecke herum in der Wilhelmstraße. | AO 1758 (über der Muschelnische); ZV EHREN GOTTES VND ZVR GEDAECHTNVS DES BITTEREN LEYDENS CHRISTI HAT DIE WITTIB SCHEFFEN JACOBEN GOD-DERTS DIES CREVTS AVFFRICH-TEN LASSEN             | 1758    | A 2840        |
| weitere Bilder | Gilles-Kreuz   | Ringstraße / Rudolf-Hahn-Straße Karte                                    | Das Gilles-Kreuz genannte Wegekreuz wurde 1854 errichtet und befindet sich heute an der Ecke Ring- und Rudolf-Hahn-Straße. | Errichtet zur Ehre Gottes v. den Eheleut. Jacob Gilles A.M. Bergheim 1854 | 1854    | A 2395        |
| weitere Bilder |                | Ringstraße (Privatgarten) / Rheinaustraße 247 Karte                      | Das ursprüngliche Wegekreuz wurde 1845 errichtet. Seit 1953 erinnert dieses Kreuz an seinen Vorgänger, es befindet sich in einem Privatgarten an der Ecke Ring- und Rheinaustraße. | Wer nicht sein Kreuz nimmt und mir nachfolgt ist meiner nicht wert Matth. 10, 38 1953 | 1953    |               |
| weitere Bilder |                | Hermannstraße 35, an der Kirche St. Josef Karte                          | Das Kreuz befindet sich in der Gottfried-Claren-Straße an der katholischen Kirche Sankt Josef. | Betet für die Opfer der Kriege und der Gewalt |         |               |
| weitere Bilder |                | Hermannstraße / Feldstraße / Bergweg Karte                               | Das Wegekreuz wurde 1722 errichtet und stand bis 1939 an der Ecke Johannes- und Feldstraße; dort wurde es 1939 durch einen LKW-Unfall teilweise zerstört. Nach der Restaurierung wurde es an seinem jetzigen Standort in einer kleinen Grünanlage an der Ecke Bergweg und Hermannstraße wieder errichtet. | 1668 (in der Mitte des Querbalkens); PW (Steinmetzzeichen im Kreuzsockel); LVCAS EHMONS VND ANNA ELOET HABEN DIS CRVTZ ZV GOTDES EHREN AVFRICHDEN LASEN;CHRISTIAN SAVRBACHS JANVARI 1722 | 1722    | A 3857        |
| weitere Bilder |                | Rheinpromenade Beuel / Nepomuk-Platz Karte                               | Der Bildstock des heiligen Johannes Nepomuk, der Schutzpatron der Schiffer, befindet sich an der Rheinpromenade, am Nepomuk-Platz. Er wurde 1862, als es in Beuel noch Fischer und Schiffer gab, errichtet. | St. Johannes von Nepomuk; Errichtet zu Ehre Gottes vom Beueler Schifferverein bei seiner Gründung im Jahre des Heiles 1862                                                               | 1862    |               |